# Boeing X-32

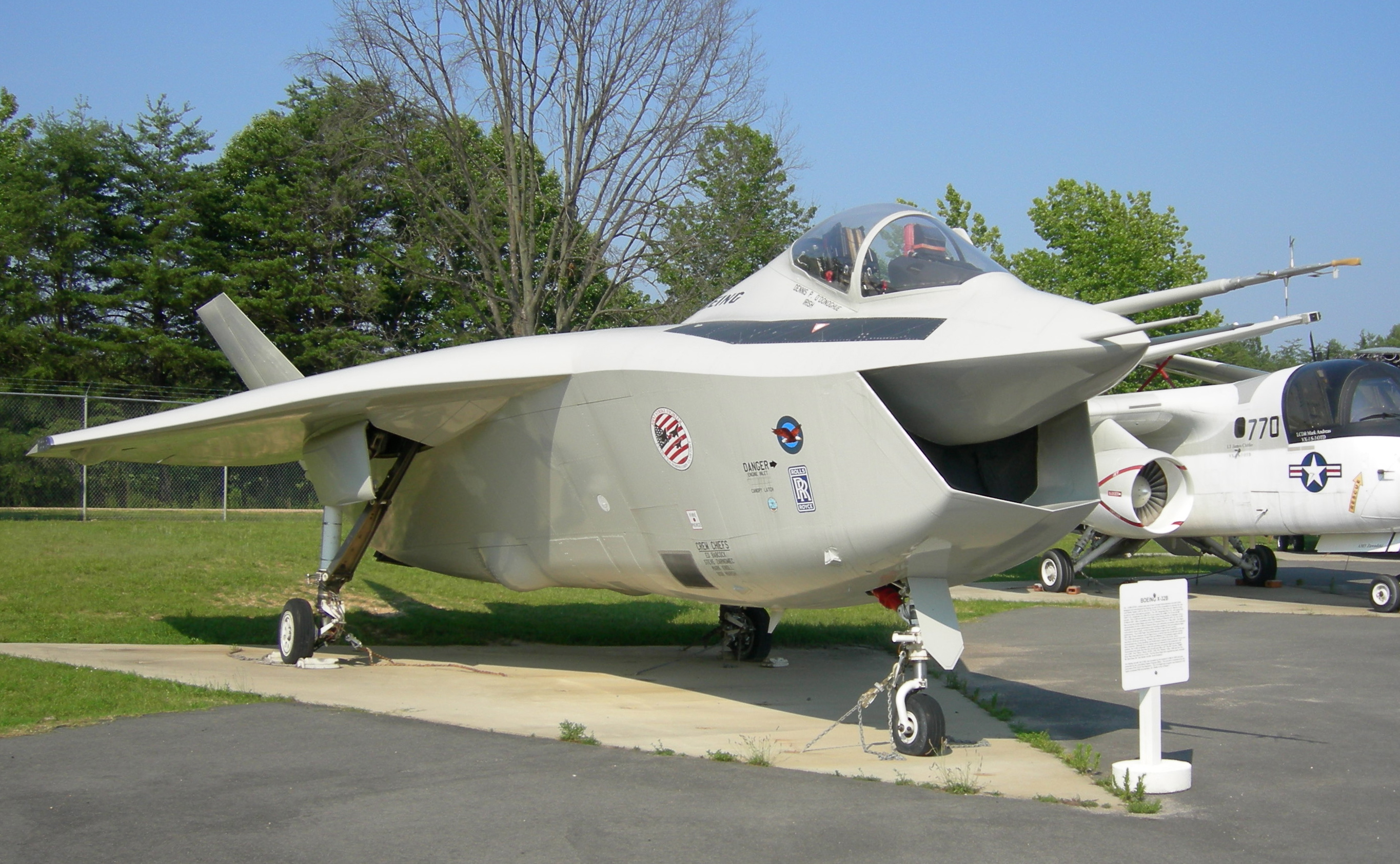
Boeing X-32 w bazie lotnictwa morskiego NAS Patuxent River

Boeing X-32 – wielozadaniowy myśliwiec odrzutowy skonstruowany przez firmę Boeing. Samolot ten przegrał rywalizację w projekcie Joint Strike Fighter z X-35 zbudowanym przez firmę Lockheed Martin. Oficjalna ceremonia wytoczenia samolotu z hali montażowej odbyła się 14 grudnia 1999 roku w Palmdale. Prototyp X-32A trafił do National Museum of the United States Air Force w bazie Wright-Patterson, koło Dayton, Ohio. X-32B wraz z X-35C obecnie znajduje się w Patuxent River Naval Air Museum w Maryland.